# Championnats du monde Pro de ski de vitesse 1998
Navigation
1997 Pro 1999 Pro
Les Championnats du monde Pro de ski de vitesse 1998 se sont déroulés sous l'égide de l'association France Ski de vitesse.

## Organisation
Ces championnats comportent 3 étapes. Des points sont attribués à chaque course aux 15 premiers suivant le barème :
| Place  | 1er | 2e | à compléter |
| ------ | --- | -- | ----------- |
| Points | 35  | 25 | à compléter |

Les courses sont organisés sur des pistes sans limitation de vitesse (alors que d'autre épreuves de cette époque sont limitées à 200 km/h).
Cette formule préfigure la future Coupe du monde de ski de vitesse (qui sera organisée à partir de 2000 par la FIS), mais elle a pour appellation Championnats du monde Pro. Ce sont les uniques championnats du monde organisés en 1997.

## Podiums

### Hommes
| Épreuves | Or               | Argent      | Bronze         |
| -------- | ---------------- | ----------- | -------------- |
| S1       | Jeffrey Hamilton | Harry Egger | Philippe Billy |

### Femmes
| Épreuves | Or               | Argent       | Bronze         |
| -------- | ---------------- | ------------ | -------------- |
| S1       | Karine Dubouchet | Carolyn Curl | Laurence Leuba |

## Résultats détaillés

### Hommes S1
| \| Rang \| Skieur \| Points \| \| ------------------ \| ------------------ \| ------ \| \| Médaille d'or \| Jeffrey Hamilton \| 85 \| \| Médaille d'argent \| Harry Egger \| 73 \| \| Médaille de bronze \| Philippe Billy \| 59 \| \| 4 \| Bengt Johnson \| 42 \| \| 5 \| Philippe Goitschel \| 31 \| \| 5 \| Mark Rupprecht \| 31 \| \| 7 \| Serge Perroud \| 23 \| \| 8 \| Marku Tammela \| 22 \| \| 8 \| Kasunaga Kusumi \| 22 \| \| 8 \| Jyrki Jokipii \| 22 \| |                    |        |
| Rang | Skieur             | Points |
| Médaille d'or | Jeffrey Hamilton   | 85     |
| Médaille d'argent | Harry Egger        | 73     |
| Médaille de bronze | Philippe Billy     | 59     |
| 4 | Bengt Johnson      | 42     |
| 5 | Philippe Goitschel | 31     |
| 5 | Mark Rupprecht     | 31     |
| 7 | Serge Perroud      | 23     |
| 8 | Marku Tammela      | 22     |
| 8 | Kasunaga Kusumi    | 22     |
| 8 | Jyrki Jokipii      | 22     |

### Femmes S1
| \| Rang \| Skieuse \| Points \| \| ------------------ \| ---------------- \| ------ \| \| Médaille d'or \| Karine Dubouchet \| 95 \| \| Médaille d'argent \| Carolyn Curl \| 75 \| \| Médaille de bronze \| Laurence Leuba \| 65 \| |                  |        |
| Rang | Skieuse          | Points |
| Médaille d'or | Karine Dubouchet | 95     |
| Médaille d'argent | Carolyn Curl     | 75     |
| Médaille de bronze | Laurence Leuba   | 65     |

## Calendrier

### Hommes
| Date | Lieu        | Vainqueur        | Vitesse vainqueur | Deuxième         | Troisième          |
|      | Vars        | Harry Egger      | 235,140 km/h      | Jeffrey Hamilton | Philippe Goitschel |
|      | Hundfjället | Jeffrey Hamilton | 178,480 km/h      | Jukka Viitasaari | Morten Skier       |
|      | Les Arcs    | Philippe Billy   | 212,892 km/h      | Jeffrey Hamilton | Eric Bianco        |

### Femmes
| Date | Lieu        | Vainqueur        | Vitesse vainqueur | Deuxième         | Troisième      |
|      | Vars        | Karine Dubouchet | 224,438 km/h      | Carolyn Curl     | Laurence Leuba |
|      | Hundfjället | Karine Dubouchet | 174,330 km/h      | Carolyn Curl     | Asa Orjasether |
|      | Les Arcs    | Laurence Leuba   | 204,778 km/h      | Karine Dubouchet | Carolyn Curl   |